# Tori et uke
Tori (取り, litt. « prendre », « choisir ») et uke (受け, litt. « recevoir », « subir ») sont les rôles que prennent, dans un entraînement d'arts martiaux japonais, deux partenaires. Tori est celui qui exécute l'exercice, qui fait l’action, et uke est celui qui subit l'exercice.

Ikkyō (premier principe) : levier articulaire permettant d'amener le partenaire au sol, tori contrôle le poignet et le coude et effectue un mouvement de coupe de sabre.

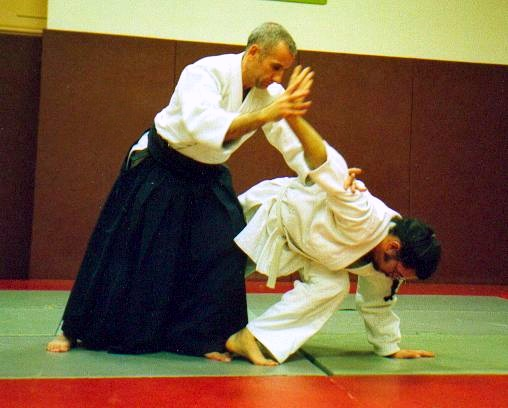
Tachi waza nikyō omote, c'est-à-dire « technique debout », deuxième principe, forme avant. Tori à gauche, uke à droite.

Dans la pratique du sabre, on parle aussi de uchi tachi, « le sabre qui frappe », et uke tachi, « le sabre qui reçoit ».

## Étymologie et signification
- 取 (toru?), qui signifie « prendre » ;
- 手 (te?), qui désigne la main.

Le caractère り est un hiragana qui se lit « ri ».
L'adjonction du kanji « main » a donc changé la prononciation du premier kanji (torute est devenu torite, puis tori).
Le kanji de uke, 受, représente deux mains s'échangeant un objet, et porte l'idée de recevoir. Le caractère け est un hiragana qui se lit « ke ». Le verbe ukeru, « recevoir », a aussi donné le terme ukemi, qui désigne les chutes.

## Définition offensive
Si le but de l'exercice est offensif, alors tori attaquera et uke se défendra. C’est par exemple le cas en karaté et en judo, où le but de la plupart des exercices est l'attaque.

## Définition défensive
Si le but de l'exercice est défensif, alors tori se défendra et uke attaquera. C'est par exemple le cas en aïkido, où le but des exercices est exclusivement la défense, ainsi qu'en ju-jitsu, où la plupart des séquences techniques sont étudiées en situation de défense personnelle.

## Rôle deuke
Uke est loin d'avoir un rôle passif. En sollicitant le partenaire, c'est lui qui permet l'action ; il permet donc au partenaire de progresser. C'est donc véritablement un partenaire actif et pas seulement une cible.
Uke doit donc appliquer les mêmes principes martiaux que tori afin que l'action soit « réaliste » : il doit bien gérer sa distance, s'engager suffisamment dans l'action (attaque) tout en se protégeant… C'est sa rigueur qui permettra à tori de réellement progresser. Ce faisant, uke progresse donc lui aussi dans la pratique.
Uke reçoit donc la technique, mais doit rester « organisé », actif, afin d'être en mesure de retourner la situation si tori fait une erreur (kaeshi waza, « contre-technique ») : par exemple, « absorber » le coup par un déplacement afin de ne pas être déséquilibré, relâcher sa position afin de pouvoir se rétablir, chuter pour pouvoir se relever en s'étant dégagé.
En aïkido, les deux termes uke et aite sont différenciés[pas clair].
- Uke : « celui qui subit », terme tiré du judo.
- Aite : « à la fois partenaire et adversaire »[2], aite suit le mouvement de tori et peut y réagir, il ne fait pas que « subir » la technique. Aite (« la main mutuelle ») qui prête sa main au partenaire : 相 (ai, « mutuel », kanji représentant un arbre 木 et un œil 目) et 手 (te, « la main »). Le fondateur du aïkido utilisait d'ailleurs exclusivement le terme de aite, pour marquer la non-passivité du partenaire.
- Shite, « la main qui sert », qui permet au partenaire de travailler : 仕 (shi, « servir ») et 手 (te, « la main »).